# Joseph Nelson Rose

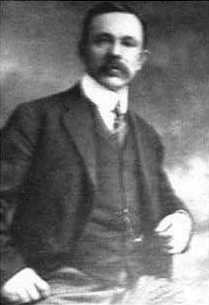
Joseph Nelson Rose

Joseph Nelson Rose (* 11. Januar 1862 bei Liberty, Indiana; † 4. Mai 1928) war ein US-amerikanischer Botaniker. Sein offizielles botanisches Autorenkürzel lautet „Rose“.

## Leben und Wirken
Joseph Nelson Rose wurde auf einer Farm im Union County in Indiana geboren. Sein Vater George W. Rose diente als Soldat im Sezessionskrieg und fiel 1863 bei der Schlacht um Vicksburg. Joseph Nelson wurde von seiner Mutter Rebecca erzogen. Er schloss die High-School in Liberty ab und besuchte von 1880 an das Wabash College in Crawfordsville.
1886 setzte Joseph N. Rose seine Ausbildung als post-graduate bei John Merle Coulter (1851–1928) fort, die er 1889 mit dem Ph. D. in Biologie des Wabash College abschloss. Zwischen 1887 und 1900 veröffentlichten Coulter und Rose zahlreiche Arbeiten über Doldenblütler, darunter 1888 die Revision of the North American Umbelliferae und 1900 Monograph of the Umbelliferae.
Rose heiratete 1888 Lou Beatrice Sims. Aus ihrer Ehe gingen drei Söhne und drei Töchter hervor. Im selben Jahr trat er eine Stelle als Botaniker beim US-Landwirtschaftsministerium in Washington an. Unter dem Einfluss von Edward Palmer (1831–1911) wuchs sein Interesse an sukkulenten Pflanzen; er unternahm erste Forschungsreisen nach Mexiko und Zentralamerika.
Im Jahre 1896 wechselte Joseph N. Rose als Assistenz-Kurator an die Smithsonian Institution. In der Begleitung von Palmer unternahm er von Juni bis September 1897 eine erste Expedition nach Mexiko, der acht weitere folgten. Die Ergebnisse der ersten sieben Expeditionen wurden zwischen 1897 und 1911 unter dem Titel Studies of Mexican and Central American Plants veröffentlicht. Rose war ab 1903 Vizepräsident, später Präsident mehrerer botanischer und wissenschaftlicher Gesellschaften in Washington. Während seiner Zeit bei der Smithsonian Institution unternahm er insgesamt neun Forschungsreisen zum Studium der Dickblatt- und Kakteengewächse nach Mexiko. Joseph Nelson Rose und Nathaniel Lord Britton galten als die weltweit besten Experten für Dickblattgewächse; sie veröffentlichten zahlreiche gemeinsame Arbeiten. 1911 schrieb Rose für die North American Flora von Britton in Band 25 Nummer 3 über die Burseraceae.
Von 1912 an ließ sich Rose von der Smithsonian Institution beurlauben, um zusammen mit Britton und der Carnegie Institution eine Monographie über Kakteen zu verfassen. Er reiste 1912 zunächst nach Europa, um die Herbare der Botanischen Gärten durchzusehen. Es folgten 1913 Expeditionen in die Karibik, 1915 nach Chile, Peru und Bolivien, 1916 nach Argentinien und Brasilien, 1918 nach Venezuela und Ecuador. Dabei wurden sie von bis zu einem Dutzend weiterer Pflanzensammler begleitet. Das Ergebnis dieser Forschungen erschien als The Cactaceae in vier Bänden zwischen 1919 und 1923. Die Zahl der Kakteengattungen, die bei Karl Moritz Schumann noch 21 betragen hatte, erhöhte sich bei Britton und Rose auf 124. Die Gattungen wurden erstmals nach dem Bau ihrer Blüten aufgestellt.
Joseph Nelson Rose bearbeitete neben den Kakteen- auch die Dickblatt- und Amaryllisgewächse sowie die Doldenblütler. Mehrere Gattungen wurden nach ihm benannt, zum Beispiel Rhodoscadium S.Watson aus der Familie der Doldenblütler (Apiaceae), Roseia Frič, Roseocereus Backeb. und Roseocactus A.Berger aus der Familie der Kakteengewächse, Roseodendron Miranda aus der Familie der Trompetenbaumgewächse (Bignoniaceae) und Roseanthus Cogn. aus der Familie der Kürbisgewächse (Cucurbitaceae). Die Pflanzengattung Brittonrosea Speg. aus der Familie der Kakteengewächse ehrt Rose und Nathaniel Lord Britton.
Er veröffentlichte etwa 200 Bücher und botanische Fachartikel.

## Schriften (Auswahl)
Mit John Merle Coulter
- Synopsis of North American pines, based upon leaf anatomy. I. In: Botanical Gazette. Band 11, 1886, S. 256–262, (online).
- Synopsis of North American pines, based upon leaf anatomy. II. In: Botanical Gazette. Band 11, 1886, S. 302–309, (online).
- Notes on Umbelliferae of E. United States.  In: Botanical Gazette. Band 12, 1887, S. 12–16, 60–63, 73–76, 102–104, 134-138, 157-160, 261-264, 291–295.
- Notes on Western Umbelliferae. In: Botanical Gazette. Band 13, 1888, S. 77–81, 141–146, 208–211.
- Revision of North American Umbelliferae. Herbarium Wabash College, Crawfordsville 1888, (online).
- Notes on North American Umbelliferae I. In: Botanical Gazette. Band 14, 1889, 274–284.
- A new genus of Umbelliferae. In: Botanical Gazette. Band 15, 1890, S. 15–16, (online).
- Notes on North American Umbelliferae II. In: Botanical Gazette. Band 15, 1890, S. 259–261, (online).
- Actinella (Hymenoxis) Texana, n. sp. In: Botanical Gazette. Band 16, 1891, S. 27–28, (online).
- New Genus of Umbelliferae. In: Botanical Gazette. Band 19, 1894, S. 466, (online).

Mit Nathaniel Lord Britton
- New or noteworthy North American Crassulaceae. In: Bulletin of the New York Botanical Garden. Band 3, Nummer 9, 1903, S. 1–45, (online).
- Lenophyllum, a new genus of Crassulaceae. In: Smithsonian miscellaneous collections. Band 47, 1904, S. 159–162, (online).
- Crassulaceae. In: North American Flora. Band 22, Teil 1, 1905, S. 7–74. (online)
- Pereskiopsis, a new genus of Cactaceae. In: Smithsonian miscellaneous collections. Band 50, 1907, S. 331–333, (online).
- A preliminary treatment of the Opuntioideae of North America. In: Smithsonian miscellaneous collections. Band 50, 20, 1908, S. 503–539, (online).
- A new genus of Cactaceae. In: Journal of the New York Botanical Garden. Band 9, 1908, S. 185–188, (online).
- Thompsonella, a new genus of Crassulaceae from Mexico. In: Contributions from the United States National Herbarium. Band 12, 1909, S. 391–392, (online).
- The Genus Cereus and its Allies in North America. In: Contributions from the United States National Herbarium. Band 12, S. 413–437, 1909, (online).
- Undescribed species of Cuban cacti. In: Torreya. Band 12, 1912, S. 13–16, (online).
- Studies in Cactaceae I. In: Contributions from the United States National Herbarium. Band  16, 1913, S. 239–242, (online).
- The genus Epiphyllum and its allies. In: Contributions from the United States National Herbarium. Band 16, 1913, S. 255–262, (online).
- The Cactaceae. Descriptions and illustrations of plants of the Cactus family. Band I, Carnegie Institution, Washington 1919, (online).
- The Cactaceae. Descriptions and illustrations of plants of the Cactus family. Band II, Carnegie Institution, Washington 1920, (online).
- Neoabbottia, a new cactus genus from Hispaniola. In: Smithsonian miscellaneous collections. Band 72, 1921, S. 1–6, (online).
- Two new genera of Cactaceae. In: Bulletin of the Torrey Botanical Club. Band 49, 1922, S. 251–252. (online).
- The Cactaceae. Descriptions and illustrations of plants of the Cactus family. Band III, Carnegie Institution, Washington 1922, (online).
- The Cactaceae. Descriptions and illustrations of plants of the Cactus family. Band IV, Carnegie Institution, Washington 1923, (online).
- The tree-cactuses of the West Indies. In: Journal of the New York Botanical Garden. Band 26, 1925, S. 217–221.
- Niopa peregrina. Cojobana. In: Addisonia. Band 12, 1927, S. 37, Tafel 403, (online).
- Chamaefistula antillana. Hediondilla. In: Addisonia. Band 12, 1927, S. 41, (online).
- Mimosaceae. In: North American Flora. Band 23: 1–76. February 11, 1928, (online).
- Mimosaceae (continuatio). In: North American Flora. Band 23, 1928, S. 77–136, (online).
- Mimosaceae (conclusio). In: North American Flora. Band 23, 1928 S. 137–194, (online).
- Caesalpiniaceae. In: North American Flora. Band 23, 1930, S. 201–268, (online).
- Caesalpiniaceae (conclusio). In: North American Flora. Band 23, 1930, S. 269–349, (online).

Zur Flora von Mexiko und Mittelamerika
- Studies of Mexican and Central American Plants. In: Contributions from the United States National Herbarium. Band 5, Teil 3, 1897, S. 109–144, (online).
- Studies of Mexican and Central American Plants – No. 2. In: Contributions from the United States National Herbarium. Band 5, Teil 4, 1899, S. 145–200, (online).
- Studies of Mexican and Central American Plants – No. 3. In: Contributions from the United States National Herbarium. Band 8, Teil 1, 1903, S. 1–55, (online).
- Notes On Useful Plants of Mexico.  In: Contributions from the United States National Herbarium. Band 8, Teil 4, 1905, S. 209–259, (online).
- Studies of Mexican and Central American Plants – No. 4. In: Contributions from the United States National Herbarium. Band 8, Teil 4, 1905, S. 281–340, (online).
- Studies of Mexican and Central American Plants – No. 5. In: Contributions from the United States National Herbarium. Band 10, Teil 3, 1906, S. 79–132, (online).
- Studies of Mexican and Central American Plants – No. 6. In: Contributions from the United States National Herbarium. Band 12, Teil 7, 1909, S. 259–302, (online).
- Studies of Mexican and Central American Plants – No. 7. In: Contributions from the United States National Herbarium. Band 13, Teil 9, 1911, S. 291–312, (online).